# Остров (Пинежский район)
Остров — деревня в Пинежском районе Архангельской области. Входит в состав Сурского сельского поселения.

## География
Деревня расположена в восточной части области на расстоянии примерно в 76 километрах по прямой к юго-востоку от районного центра села Карпогоры.
Часовой пояс
Деревня Остров как и вся Архангельская область, находится в часовой зоне МСК (московское время). Смещение применяемого времени относительно UTC составляет +3:00.

## Население
| 2002 | 2010 | 2012 |
| ---- | ---- | ---- |
| 117  | ↘95  | →95  |

Национальный состав
Согласно результатам переписи 2002 года, в национальной структуре населения русские составляли 97 % из 117 чел..